# Isaka (Tanzania)
Isaka è una circoscrizione mista (mixed ward) della Tanzania situata nel distretto rurale di Kahama, regione di Shinyanga. Conta una popolazione di 21 690 abitanti (censimento 2012).